# Microdalyellia dubitativa
Microdalyellia dubitativa is een platworm (Platyhelminthes). De worm is tweeslachtig. De soort leeft in of nabij zoet water.
Het geslacht Microdalyellia, waarin de platworm wordt geplaatst, wordt tot de familie Dalyelliidae gerekend. De wetenschappelijke naam van de soort werd voor het eerst geldig gepubliceerd in 1929 door Sibiriakova.